# Forbes Park (comté de Costilla)
Pour les articles homonymes, voir Forbes (homonymie).
 (janvier 2017).
Forbes Park est une communauté fermée dans la vallée historique de San Luis du Colorado, à environ 13 miles 21 km à l'est de Fort Garland et 130 miles (210 km) au sud-ouest de Colorado Springs. Elle est caractérisée par ses prairies alpines, le tremble, des forêts d'épicéas et de sapins, et de plusieurs lacs alpins.
Forbes a développé Forbes Park à partir du milieu des années 1970 et a vendu tous les biens. L'Association des propriétaires entretient les routes, les espaces communs et le club-house. Seulement le camping a court terme est autorisé, et des accords garantissent que toute nouvelle construction s'inscrira dans le paysage alpin naturel de Forbes Parc. L'Association a des chasse-neige et beaucoup de ces parcelles sont accessibles toute l'année.